# (6181) Bobweber
(6181) Bobweber est un astéroïde de la ceinture principale.

## Description
(6181) Bobweber est un astéroïde de la ceinture principale. Il fut découvert le 6 septembre 1986 à l'observatoire Palomar par Eleanor Francis Helin. Il présente une orbite caractérisée par un demi-grand axe de 2,43 UA, une excentricité de 0,24 et une inclinaison de 7,6° par rapport à l'écliptique.

## Compléments